# 高原直人
高原 直人（たかはら なおと、1983年（昭和58年）1月16日 - 2022年11月11日）は、日本の元実業家。

## 経歴
東京都日野市に生まれる。
2014年8月 - 株式会社マルチノックスを設立（のち株式会社SIGNAS消滅）